# Мукачівська гімназія
Мукачівська гімназія — середній навчальний заклад в місті Мукачевому.

## Відомості
1892 року завершили спорудження будівлі вищої гімназії на земельній ділянці поряд з греко-католицькою церквою. 15 жовтня 1893 року нарядне студентське знамено закладу освятив єпископ Дюла Фірцак. 1892/93 навчального року налічувала 181 учня.
З 14 березня 1943 року — Мукачівська угорська королівська державна гімназія ім. князя Арпада.

## Відомі люди

### Викладачі
- Петро Матл

### Випускники, учні
- Карабелеш Андрій
- Крайняниця Петро
- Рудловчак Олена
- Сабов Євменій
- Чопей Іван